# Робърт Мъликен
 За американския физик, носител на Нобелова награда за физика вижте Робърт Миликан.  
 Робърт С. Мъликен (на английски: Robert Sanderson Mulliken) е американски физик и химик, носител на Нобелова награда за химия за 1966 година.

## Биография
Роден е на 7 юни 1896 г. в Нюбърипорт, Масачузетс. Негова главна заслуга е първоначалната разработка на теорията на молекулните орбитали. Това е Метод на молекулните орбитали (ММО), използван за изчисление на структурата на молекулите.
През 1966 г. получава Нобелова награда за химия „за своята основополагаща работа върху химичните връзки и електронната структура на молекулата с помощта на орбиталния метод“.
Умира на 31 октомври 1986 г. в Арлингтън, Вирджиния.